# Centromerus acutidentatus
Espèce
Centromerus acutidentatus est une espèce d'araignées aranéomorphes de la famille des Linyphiidae.

## Distribution
Cette espèce se rencontre en Serbie, en Bulgarie et en Macédoine. Elle a été découverte dans une grotte à Selačka.

## Description
Le mâle holotype mesure 2,16 mm et la femelle paratype 1,80 mm.

## Publication originale
- Deltshev & Ćurčić, 2002 : A contribution to the study of the genus Centromerus Dahl (Araneae: Linyphiidae) in caves of the Balkan Peninsula. Revue suisse de Zoologie, vol. 109, no 1, p. 167-176 (texte intégral).